# Irina (cantante)
Irina Saari, o più semplicemente Irina (Kauhajoki, 10 maggio 1975), è una cantante finlandese.
Nel 2005 è stata premiata con il premio finlandese Emma gaala per la migliore nuova artista pop e per il miglior debut album dell'anno.

## Discografia
- Vahva (2004)
- Älä riko kaavaa (2005)
- Liiba laaba (2007)
- Miten valmiiksi tullaan (2009)